# Stanisław Wellisz

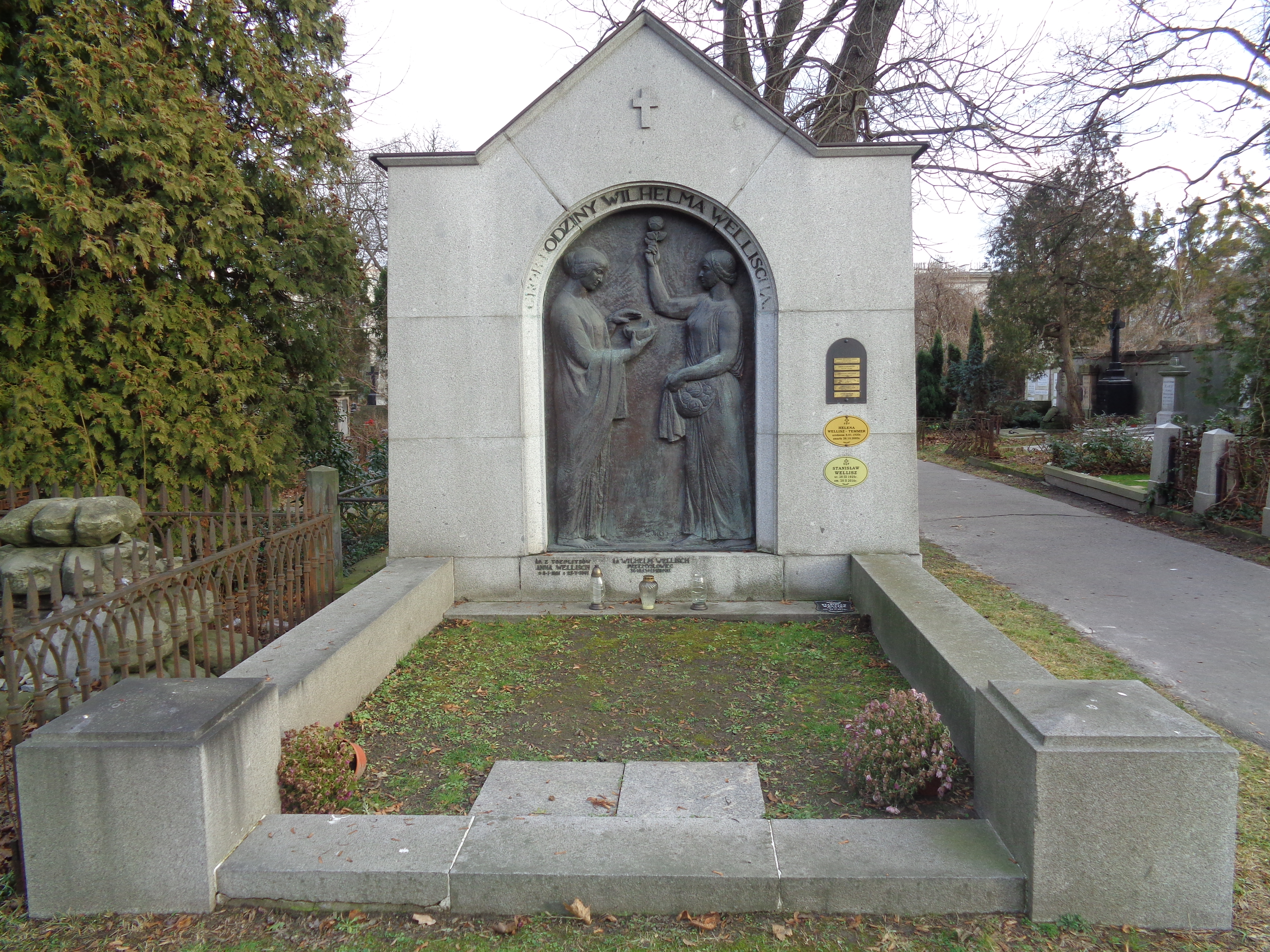
Grób Stanisława Wellisza na Cmentarzu ewangelicko-augsburskim

Stanisław Henryk Wellisz (ur. 28 marca 1925 w Warszawie, zm. 28 lutego 2016 w Nowym Jorku) – polski i amerykański ekonomista, profesor Uniwersytetu Columbia i Uniwersytetu Warszawskiego, specjalizujący się w ekonomii krajów rozwijających się.

## Życiorys
Był synem przedsiębiorcy Leopolda Wellisza. Razem z rodziną opuścił Polskę po wybuchu II wojny światowej, od 1941 mieszkał w USA. W 1947 uzyskał bakalaureat, w 1949 stopień magistra, w 1954 tytuł doktorski na Uniwersytecie Harvarda. W latach 1954–1955 pracował w Massachusetts Institute of Technology, w latach 1955–1957 w Williams College, w latach 1957–1960 w Graduate School of Business Uniwersytetu Chicagowskiego. W latach 1961–1964 był zatrudniony w Szkole Głównej Planowania i Statystyki w Warszawie, jako docent (w 1964 jako profesor) – dzięki stypendium Fundacji Forda. Od 1964 był profesorem Uniwersytetu Columbia, gdzie m.in. w latach 1977–1982 kierował Katedrą Ekonomii. Współpracował z Foreign Studies Institute amerykańskiego Departamentu Stanu (1965–1970). Jako profesor wizytujący wykładał także na Uniwersytecie Boğaziçi w Stambule (1975/1976) i Katolickim Uniwersytecie Lubelskim (1983/1984 – dzięki stypendium Fundacji Fulbrighta). Doradzał rządom w Nepalu, Wenezueli, a także władzom samorządowym w Kalkucie i Stambule, był członkiem misji Banku Światowego w Iranie, Jordanii, Algierii i Jugosławii. Członek Rady Fundacji im. Stefana Batorego.
W latach 1990–1991 doradzał polskiemu Ministerstwu Finansów, w latach 1992–1997 był profesorem Uniwersytetu Warszawskiego, gdzie zorganizował Katedrę Mikroekonomii. W 1998 otrzymał tytuł doktora honoris causa tej uczelni.
W 1997 został odznaczony Krzyżem Oficerskim Orderu Zasługi RP (M.P. z 1997, nr 42, poz. 424), w 2014 Krzyżem Oficerskim Orderu Odrodzenia Polski (M.P. z 2014, poz. 1108).
Jest pochowany na Cmentarzu ewangelicko-augsburskim w Warszawie (aleja 14, miejsce 51).